# Утицај исхране на постизање пубертета код назимица
Недовољна исхрана, која смањује интензитет пораста назимица за 50% од њиховог генетског потенцијала, значајно повећава старост код појаве пубертета.
У истраживању из 1993. године установљено је да назимице постижу пубертет знатно раније, ако се хране рестриктивним оброцима између 150. и 180. дана, а обилним (ad libitum) оброцима између 180. и 210. дана старости, у поређењу са назимицама које су биле подвргнуте обрнутом плану исхране. 
Задња, претпубертетска фаза полног развоја назимице, најосетљивија је у погледу деловања рестриктивне исхране на старост назимица код појаве пувертета. Ограничена исхрана делује на пулсаторно ослобађање гонадотропног ослобађајућег хормона (GnRH) из хипоталамуса и, последично, ЛХ из аденохипофизе. ово има за крајњи резултат одлагање појаве овулације, што је примарни услов за успостављање првог пубертетског еструсног циклуса, односно постизање пубертета у назимице.
Већи и/или дуготрајни дефицит протеина, посебно неких есенцијалних аминокиселина, може значајно одложити појаву пубертета у назимица. Дефицит витамина, (посебно А и Б12) и минерала (нарочито мангана), може повећати старост назимица код појаве пубертета.